# 三田市立三田小学校
三田市立三田小学校（さんだしりつ さんだしょうがっこう）は、兵庫県三田市屋敷町に所在する公立小学校。

## 沿革
1873年（明治６年）６月２７日創立。

## 通学区域
- 一番区、二番区、三番区、四番区、五番区、六番区、七番区、八番区、九番区、十番区、十一番区、相生区、ルネ三田フラワーコート、本町駅前区、新道区、寺村区、デイオ・フエルテイ三田、東区、石名区、南区、西区、西山高層、北区、屋敷一区、屋敷二区、屋敷三区、屋敷四区、下深田区、大池団地区、緑ケ丘区、西山2号棟[1]

※卒業後は基本的に三田市立八景中学校に進学する。

## 通学区域が隣接している学校
- 三田市立三輪小学校
- 三田市立松が丘小学校
- 三田市立富士小学校
- 三田市立武庫小学校
- 三田市立狭間小学校
- 神戸市立長尾小学校
- 神戸市立道場小学校